# Andreas Scholl (Basketballspieler)
Andreas Scholl (* 11. Juli 1982 in Gießen) ist ein ehemaliger deutscher Basketballspieler.

## Werdegang
Scholl ging aus der Jugendabteilung des MTV Gießen hervor. Er spielte in der Saison 2000/01 für den TV Lich II in der Oberliga und ab 2001 für Avitos Lich in der 2. Basketball-Bundesliga. Der 1,92 Meter große Flügelspieler verließ Mittelhessen im Jahr 2002 und wechselte zu BG 74 Göttingen, für die er ebenfalls in der zweiten Liga auflief. Scholl spielte bis 2004 für die „Veilchen“. In der Saison 2004/05 bestritt er acht Zweitligaeinsätze für die Herzöge Wolfenbüttel und zwölf Spiele für die BG 74 Göttingen II in der 1. Regionalliga. Auch 2005/06 war Scholl Mitglied der BG 74 Göttingen II und kam ebenfalls zu einigen Einsätzen in Göttingens Zweitligamannschaft.
Ab 2006 stand Scholl im Aufgebot der Bremen Roosters, mit denen er 2006/07 in der 2. Bundesliga antrat und für die er in der Saison 2007/08 einen Einsatz in der neugeschaffenen 2. Bundesliga ProA verbuchte. Im weiteren Verlauf der Saison 2007/08 bestritt er 15 Spiele für den SC Rasta Vechta in der 2. Regionalliga und gewann mit der Mannschaft den Meistertitel in der Nord-West-Gruppe. Scholl folgte Vechta nicht in die 1. Regionalliga, sondern wechselte zum TSV Lesum-Burgdamm (2.Regionalliga) und gehörte in der Saison 2008/09 zu den besten Korbschützen der Liga.
Ab dem Spieljahr 2009/10 war er Spieler des MTV Itzehoe in der 1. Regionalliga. Scholl blieb bis 2011 in Itzehoe. In der Saison 2011/12 gelang ihm mit der BG Halstenbek/Pinneberg der Gewinn des Meistertitels in der 2. Regionalliga Herren Nord. Hernach wechselte der Flügelspieler zum Bramfelder SV, mit dem er in der Saison 2012/13 ebenfalls Meister der 2. Regionalliga Herren Nord wurde. Scholl machte den Aufstieg des Hamburger Vereins in die 1. Regionalliga mit, war dort ebenfalls Leistungsträger, stieg mit dem Bramfelder SV aber 2014 als Tabellenletzter aus der vierthöchsten deutschen Spielklasse ab. Ab 2015 spielte er für den SC Rist Wedel 3 in der Hamburger Oberliga. Mit dem Verein wurde Scholl 2017 deutscher Meister in der Altersklasse Ü35.